# Robert Mitchell (Shorttracker)
Robert Wright „Rob“ Mitchell (* 9. Juni 1972 in Portsmouth; † 27. August 2022 in Lincolnshire) war ein britischer Shorttracker und Eisschnellläufer.

## Karriere
Robert Mitchell begann im Alter von sieben Jahren mit dem Eisschnelllauf. Er trat dem Peterborough Ice Racing Club bei und gewann 1986 im Alter von 13 Jahren die East of England Junior Championship. Im Folgejahr konnte er diesen Titel verteidigen und gewann 1988 mit 15 Jahren erstmals einen internationalen Wettkampf in Den Haag. Während seines Medizinstudiums an der University of Birmingham startete Mitchell für den Mohawks Ice Racing Club in Solihull.
Bei den Shorttrack-Europameisterschaften 1997 und 1998 gewann Mitchell mit der 5000-m-Staffel die Goldmedaille. Zwischen 1996 und 1998 nahm sich Mitchell ein zweijähriges Sabbatjahr, um sich für den britischen Kader bei den Olympischen Winterspielen 1998 zu qualifizieren. Zusammen mit Dave Allardice, Nicky Gooch, Matt Jasper und Matthew Rowe belegte er in der 5000 m Staffel den siebten Platz. Nach den Spielen nahm er sein Studium auf und schloss dieses ab. Er konnte mit der Staffel drei weitere EM-Medaillen (zwei Silber- und eine Bronzemedaille) gewinnen. Auch im Eisschnelllauf war er weiterhin aktiv und absolvierte seinen letzten Wettkampf im März 2020 im Alter von 48 Jahren in Heerenveen.